# Elben (Wenden)
Elben ist ein Ortsteil der im nordrhein-westfälischen Kreis Olpe liegenden Gemeinde Wenden im Sauerland.

## Geografie
Der Ort liegt rund drei Kilometer nordöstlich vom Hauptort Wenden innerhalb des Naturparks Ebbegebirge in einem von Bergen umgrenzten Talkessel am Fuße des Elberscheids (513 m). Durch den Ort führt die K 12 und fließt die Elbe, die im Nachbarort Gerlingen in die Wende mündet. Angrenzende Orte sind Dahl (Olpe), Gerlingen, Möllmicke, Schönau, Thieringhausen und Wenden.

## Geschichte
Die Ortschaft Elben ist vermutlich eine der ältesten Siedlungen in der Gemeinde Wenden. Ihr Name wird auf den Bach zurückgeführt, der durch das Tal fließt und östlich des Weilers Scheiderwald entspringt.
Ein weiterer Grund für die Ansiedlung war, dass hier Eisenerz an manchen Stellen offen zu Tage trat. Schlackenfunde, die weit vor die urkundlich belegte Zeit zurückreichen, zeugen von der Eisengewinnung im Tal der Elbe; ebenso Flurnamen wie Am alten Berg, Elberscheid, Lamicke und Krähenberg. In kleinen, aus Stein und Lehm errichteten Öfen wurde das Erz erschmolzen, danach in Stangen ausgeschmiedet und mit Karren nach Olpe transportiert, um die Produkte dort den „Pannenklöppern“ (Breitschmieden) zu verkaufen. Das Eisenerz wurde auch ins Bergische Land gebracht, wo daraus Klingenstahl hergestellt wurde.
Die ältesten Zeugen für die Eisengewinnung sind archäologisch ergrabene Eisenschlacken. Diese Überreste der Eisengewinnung in mittelalterlichen Rennfeuerhütten stammen aus der Zeit der Waldschmieden im 11. bis 14. Jahrhundert.

### Verkehr
Etwa 600 Meter nördlich der Ortschaft verläuft die Bundesautobahn 4, nächste Anschlussstelle ist das etwa drei Kilometer westlich gelegene Autobahnkreuz Olpe-Süd.

## Persönlichkeiten
geboren in Elben
- Caspar Klein (1865–1941), Bischof und erster Erzbischof von Paderborn
- Maurus Kaufmann (1871–1949), erster Abt der Dormitio-Abtei auf dem Zionsberg in Jerusalem